# Вестерло (Нью-Йорк)
Вестерло (англ. Westerlo) — місто (англ. town) в США, в окрузі Олбані штату Нью-Йорк. Населення — 3194 особи (2020).

## Демографія
Згідно з переписом 2010 року, у місті мешкала 3361 особа в 1354 домогосподарствах у складі 935 родин. Було 1600 помешкань
Расовий склад населення:
| - 97,6 % — білих - 0,3 % — чорних або афроамериканців - 0,2 % — корінних американців - 0,2 % — азіатів |

До двох чи більше рас належало 1,5 %. Частка іспаномовних становила 1,5 % від усіх жителів.
За віковим діапазоном населення розподілялося таким чином: 22,1 % — особи молодші 18 років, 63,0 % — особи у віці 18—64 років, 14,9 % — особи у віці 65 років та старші. Медіана віку мешканця становила 44,6 року. На 100 осіб жіночої статі у місті припадало 102,7 чоловіків;  на 100 жінок у віці від 18 років та старших — 101,0 чоловіків також старших 18 років.
Середній дохід на одне домашнє господарство  становив 92 494 долари США (медіана — 79 974), а середній дохід на одну сім'ю — 107 266 доларів (медіана — 100 068). Медіана доходів становила 61 083 долари для чоловіків та 56 447 доларів для жінок. За межею бідності перебувало 5,4 % осіб, у тому числі 8,5 % дітей у віці до 18 років та 2,8 % осіб у віці 65 років та старших.
Цивільне працевлаштоване населення становило 1672 особи. Основні галузі зайнятості: освіта, охорона здоров'я та соціальна допомога — 22,2 %, транспорт — 11,8 %, виробництво — 11,2 %.